# Ebon
Ebon er en koralatol med 22 øer i Stillehavet. Den tilhører økæden Ralik, som er en del af Marshalløerne. Det samlede areal af Ebon er 5,75 km², og øerne omkranser en lagune på 104 km². Mod sydvest ligger en snoet passage, Ebonkanalen, ind til lagunen. Ebon ligger omkring 155 km fra Jaluit, og det er det sydligste landområde i Marshalløerne. Der er 706 indbyggere, der bor på fire af de 22 øer.

## Historie
Fra europæisk side kendes Ebon fra engang i det 19. århundrede, hvor den var en et pejlemærke i forbindelse med hvalfangst. Fra den tid er atollen kendt under navne som Boston, Covell's Group, Fourteen Islands og Linnez. I 1851 blev skonnerten Glencoe kapret af lokale beboere, der myrdede alle besætningsmedlemmer. Noget tilsvarende overgik to andre fartøjer dette og det følgende år. Årsagen hertil er omdiskuteret, men nogle kilder hævder, at besætningsmedlemmerne havde bortført nogle af de lokale kvinder med henblik på salg til slaveri i plantager på skibenes bestemmelsessteder. I 1857 ankom amerikanske missionærer til atollen for at missionere for kristendommen.
I 1884 gjorde det Tyske Kejserrige krav på atollen sammen med resten af Marshalløerne, og tyskerne oprettede en handelsstation. Efter første verdenskrig blev  øgruppen en del af Det japanske Stillehavsmandat, og Kejserriget Japan havde en garnison her til langt ind i anden verdenskrig.
Efter denne krig kom Ebon under amerikansk kontrol som en del af FN's Trust Territory of the Pacific Islands, hvilket den var indtil Marshalløernes selvstændighed i 1986.
30. januar 2014 blev den skibbrudne salvadorianer José Salvador Alvarenga fundet af lokale beboere. Han havde fisket ved Mexico, men havde haft problemer med sin båd, hvilket betød, at han var drevet hjælpeløst rundt, indtil det lykkedes ham at bjærge sig i land på en af Ebon-øerne. På det tidspunkt havde han drevet rundt på Stillehavet i 14 måneder og tilbagelagt en strækning på mindst 10.800 km.